# 芒德拜龍
芒德拜龍（英語：Mound Bayou）是美國密西西比州玻利瓦縣的一座城市。2010年美國人口普查的人口為1,533人，低於2000年的2,102人。它以以賽亞·蒙哥馬利（英語：Isaiah Montgomery）為首的前奴隸於1887年建立為獨立的黑人社區而聞名。